# Milan-San Remo 1981
L'édition 1981 de la course cycliste Milan-San Remo s'est déroulée le samedi 21 mars et a été remportée en solitaire par le Belge Fons De Wolf.

## Classement final
|    | Cycliste            | Pays                 | Équipe                       | Temps           |
| -- | ------------------- | -------------------- | ---------------------------- | --------------- |
| 1  | Fons de Wolf        | Belgique             | Vermeer-Thijs-Gios           | 6 h 41 min 06 s |
| 2  | Roger De Vlaeminck  | Belgique             | Daf Trucks-Cote d'Or-Gazelle | + 11 s          |
| 3  | Jacques Bossis      | France               | Peugeot-Esso-Michelin        | + 11 s          |
| 4  | Claudio Torelli     | Italie               | Famcucine-Campagnolo         | + 11 s          |
| 5  | Peter Kehl          | Allemagne de l'Ouest | Kotter-G.B.C.                | + 11 s          |
| 6  | Guido Van Calster   | Belgique             | Splendor-Wickes              | + 11 s          |
| 7  | Freddy Maertens     | Belgique             | Boule d'Or-Sunair-Colnago    | + 11 s          |
| 8  | Etienne De Wilde    | Belgique             | Splendor-Wickes              | + 11 s          |
| 9  | Giuseppe Martinelli | Italie               | Santini-Selle Italia         | + 11 s          |
| 10 | Pierino Gavazzi     | Italie               | Magniflex-Olmo               | + 11 s          |